# Чагры-бек
Чагры-бек (Дауд Чагры бек, полное имя Дауд Чагры бек бин Микаил Сельджук) — один из двух (наряду с Тогрул-беком) основателей Сельджукской державы, полководец, сын главы огузо-туркменского племени кынык, Микаила, внук Сельджука, старший брат и сподвижник султана Сельджукской державы Тогрул бека. Отец султана Алп-Арслана, Чагры-бек наряду со своим младшим братом Тогрул-беком возглавил объединение племён, положив начало сельджукской эпохе и путём завоеваний создав Государство Сельджукидов. После его основания стал править Хорасаном.

## Биография
Чагры-бек (его имя в переводе со средневекового туркменского языка означает «сокол») как и его младший брат Тогрул, родился в степях Центральной Азии, в пределах области Хорасан, принадлежавшей Газневидскому султанату.
Противоречие с правителями Газни вынудило их племя покинуть пределы Хорасана и уйти в пределы области Мерва.
Повзрослев Тогрул и Чагры наследовали от своего отца Микаил бека главенство над племенем кынык. Со временем объединив вокруг себя все огузские племена, они перешли в решительное наступление на Газнийский султанат. В битве при Данданакане 1040 г., войско сельджуков во главе с Чагры-беком одержало решительную победу над султаном Масудом. После этого сельджуки во главе с султаном Тогрулом и правителем Хорасана Чагры одну за другой завоевали все области Ирана, Афганистан, Ирак, Восточную Анатолию, Закавказье, весь остальной Ближний Восток.
Младший сын Чагры бека, Алп-Арслан, стал вторым сельджукским султаном.